# Библиография Фрэнсиса Скотта Фицджеральда
Фрэ́нсис Скотт Ки Фицдже́ральд (англ. Francis Scott Key Fitzgerald; 24 сентября 1896, Сент-Пол — 21 декабря 1940, Голливуд) — американский писатель, крупнейший представитель так называемого «потерянного поколения» в литературе. Наибольшую известность Фицджеральду принёс роман «Великий Гэтсби», опубликованный в 1925 году, а также ряд романов и рассказов об американской «эпохе джаза» 1920-х годов. Термин «эпоха джаза» или «век джаза» был придуман самим Фицджеральдом и обозначал период американской истории с момента окончания Первой мировой войны до великой депрессии 1930-х годов.

## Романы
Все романы впервые были опубликованы издательством Scribner’s.
| Год  | Название               | Оригинальное название    | Экранизация                  | Прим.                                                                                           |
| ---- | ---------------------- | ------------------------ | ---------------------------- | ----------------------------------------------------------------------------------------------- |
| 1920 | По эту сторону рая     | This Side of Paradise    | -                            | Другое название «The romantic egoist»                                                           |
| 1922 | Прекрасные и проклятые | The Beautiful and Damned | 1922, 2009                   | Другое название «Прекрасные и обречённые»                                                       |
| 1925 | Великий Гэтсби         | The Great Gatsby         | 1926, 1949, 1974, 2000, 2013 | В 1934 году был переиздан издательством Modern Library с предисловием автора                    |
| 1934 | Ночь нежна             | Tender is the Night      | 1962, 1985                   | - Переработанный вариант был опубликован посмертно в 1951 г. - Другое название «Как ночь нежна» |
| 1941 | Последний магнат       | The Last Tycoon          | 1976, 2017                   | Незаконченный роман, опубликован посмертно                                                      |

## Сборники

### Опубликованные при жизни
При жизни Ф. Скотта Фицджеральда были опубликованы 4 сборника издательством Scribner’s, не охватывающие даже одну пятую его произведений. Каждый из сборников был приурочен к выходу последнего на момент публикации романа, даже если этот роман вышел раньше сборника более чем на год: «Фифы и философы» приурочен к роману «По эту сторону рая», «Сказки века джаза» к «Прекрасным и проклятым» и т. д.
| Год  | Название                | Оригинальное название     | Содержание                                | Прим.                                                                       |
| ---- | ----------------------- | ------------------------- | ----------------------------------------- | --------------------------------------------------------------------------- |
| 1920 | Фифы и философы         | Flappers and Philosophers | 8 рассказов (1920)                        | Другое название «Эмансипированные и глубокомысленные»                       |
| 1922 | Сказки века джаза       | Tales of the Jazz Age     | 8 рассказов, 2 пьесы, повесть (1917—1922) | Другие названия: - «Истории века джаза» - «Рассказы о веке джаза»           |
| 1926 | Все эти юноши печальные | All the Sad Young Men     | 9 рассказов (1922—1926)                   | Другие названия: - «Все юноши печальные» - «Все эти печальные молодые люди» |
| 1935 | Сигналы побудки         | Taps at Reveille          | 18 рассказов (1927—1935)                  | Другое название «Сигнал побудки»                                            |

### Опубликованные посмертно
После смерти автора вышло и продолжает выходить немалое количество сборников. Некоторые из них включают ранее неопубликованные или найденные в архивах библиотек и учебных заведений произведения. Так, в 2017 году вышел, по всей вероятности, последний сборник с ранее незнакомыми читателю произведениями автора «Я за тебя умру».

### Циклы
| Название                       | Оригинальное название           | Содержание                                                            | Прим.  |
| ------------------------------ | ------------------------------- | --------------------------------------------------------------------- | ------ |
| Истории про Бэзила и Джозефину | The Basil and Josephine Stories | 14 рассказов (1917—1931) из сборника «Истории про Бэзила и Джозефину» | [ 10 ] |
| Истории Пэта Хобби             | The Pat Hobby Stories           | 17 рассказов (1940—1941) из сборника «Истории Пэта Хобби»             | [ 11 ] |

## Рассказы

#### Микрорассказы
| Название          | Оригинальное название   | Сборник        | Публикация                               | Прим.  |
| ----------------- | ----------------------- | -------------- | ---------------------------------------- | ------ |
| Спасибо за огонёк | Thank You for the Light | Я за тебя умру | Написан в 1936 году, отклонён New Yorker | [ 12 ] |

## Повести
| Название                        | Оригинальное название          | Сборник | Публикация                 | Прим.                                                              |
| ------------------------------- | ------------------------------ | --- | -------------------------- | ------------------------------------------------------------------ |
| Алмаз величиной с отель «Риц»   | The Diamond as Big as the Ritz | Сказки века джаза Истории Ф. Скотта Фицджеральда Возвращение в Вавилон и другие истории Рассказы Ф. Скотта Фицджеральда | 1922, июнь — The Smart Set | Другие названия: - «Огромный, как „Ритц“, алмаз» - «Алмазная гора» |
| Странствие Самоходной Развалюхи | The Cruise of the Rolling Junk | |                            |                                                                    |
| Написана в 1924 году            |                                | |                            |                                                                    |

## Пьесы
| Название                                  | Оригинальное название                            | Сборник                                                                   | Публикация                              | Прим.                                        |
| ----------------------------------------- | ------------------------------------------------ | ------------------------------------------------------------------------- | --------------------------------------- | -------------------------------------------- |
| Девушка из «Lazy J»                       | The Girl from Lazy J                             | Пьесы Святого Павла Ф. Скотта Фицджеральда                                | Написана в 1911 году                    |                                              |
| Пойманная тень                            | The Captured Shadow                              | Истории Ф. Скотта Фицджеральда Пьесы Святого Павла Ф. Скотта Фицджеральда | Написана в 1912 году                    |                                              |
| Трус                                      | Coward                                           | Пьесы Святого Павла Ф. Скотта Фицджеральда                                | Написана в 1913 году                    |                                              |
| Ассорти спиртных напитков                 | Assorted Spirits                                 | Пьесы Святого Павла Ф. Скотта Фицджеральда                                | Написана в 1914 году                    |                                              |
| Тень лаврового венка                      | Shadow Laurels                                   | Проба пера                                                                | 1915, апрель — Nassau Literary Magazine | Другое название «Венец из призрачного лавра» |
| Дебютантка                                | The Débutante                                    | Проба пера                                                                | 1917, январь — Nassau Literary Magazine | Другое название «Первый выход в свет»        |
| Предосторожность — прежде всего!          | Precaution Primarily                             |                                                                           |                                         |                                              |
| Написана в 1917 году                      |                                                  |                                                                           |                                         |                                              |
| Фаянсовое и розовое                       | Porcelain and Pink                               | Сказки века джаза                                                         | 1920, январь — The Smart Set            | Другое название «Фаянсовый и розовый»        |
| Мистер Ики                                | Mister Icky                                      | Сказки века джаза                                                         | 1920, март — The Smart Set              | Другое название «Мистер Липкин»              |
| Размазня, или Из президентов в почтальоны | The Vegetable, or from President to Postman      |                                                                           |                                         |                                              |
| Написана в 1923 году                      | Другое название «Размазня»                       |                                                                           |                                         |                                              |
| «Дай мне шанс, тренер»                    | Send Me In, Coach                                |                                                                           |                                         |                                              |
| Написана в 1936 году                      | Другое название «Возьми меня в команду, тренер!» |                                                                           |                                         |                                              |

## Киносценарии
| Название                                         | Оригинальное название                                                                                        | Сборник        | Публикация                         | Прим.                                                                  |
| ------------------------------------------------ | --- | -------------- | ---------------------------------- | ---------------------------------------------------------------------- |
| Помада: Колледжская комедия                      | Lipstick |                |                                    |                                                                        |
| Написан в январе 1927 году, был отвергнут        | |                |                                    |                                                                        |
| Балетные туфельки                                | Ballet Shoes                                                                                                 | Я за тебя умру | Написан в 1936 году, был отвергнут | - Другое название: «Ballet Slippers» - Впервые опубликован в 1976 году |
| Три товарища                                     | Three Comrades                                                                                               |                |                                    |                                                                        |
| Написан в сентябре 1937 году                     | |                |                                    |                                                                        |
| Неверность                                       | Infidelity                                                                                                   |                |                                    |                                                                        |
| Написан в апреле 1938 году, был отвергнут        | - Неокончен - Впервые опубликован в Esquire в декабре 1973                                                   |                |                                    |                                                                        |
| Перьевой веер                                    | The Feather Fan                                                                                              |                |                                    |                                                                        |
| Написан в 1939 году, отвергнут кинокомпанием MGM | |                |                                    |                                                                        |
| Космополит                                       | Cosmopolitan                                                                                                 |                |                                    |                                                                        |
| Написан в 1940                                   | Написан по рассказу «Возвращение в Вавилон» Другие названия: - «Возвращение в Вавилон» - «Babylon Revisited» |                |                                    |                                                                        |

## Публицистика

### Статьи
| Название                                                                    | Оригинальное название                                            | Сборник                           | Публикация                           | Прим.                                            |
| --------------------------------------------------------------------------- | ---------------------------------------------------------------- | --------------------------------- | ------------------------------------ | ------------------------------------------------ |
| Завоевание Америки (С точки зрения некоторых писателей)                     | The Conquest of America (as Some Writers Would Have It)          |                                   | 1915                                 |                                                  |
| Дневник второкурсника                                                       | The Diary of a Sophomore                                         |                                   | 1917, 17 марта — Princeton Tiger     |                                                  |
| Повелитель кровососов. Рассказ о войне                                      | The Prince of Pests: A Story of the War                          |                                   | 1917, 28 апреля — Princeton Tiger    | Другое название «Князь саранчи: Рассказ о войне» |
| Моя десятка лучших пьес                                                     | My Ten Favorite Plays                                            | Ф. Скотт Фицджеральд об авторстве | 1934, 10 сентября — The New York Sun |                                                  |
| Правда о битве при Аппоматтоксе                                             | The True Story of Appomattox                                     |                                   | 1934, май — The Baltimore Sun        |                                                  |
| Предисловие к «Великому Гэтсби»                                             | Introduction to The Great Gatsby                                 |                                   | 1934 — Modern Library                | Опубликовано при переиздании романа              |
| Предисловие к «Колониальным и историческим особнякам Мэриленда» Дона Суонна | Foreword to Colonial and Historic Homes of Maryland by Don Swann |                                   | 1939                                 |                                                  |
| Высокая стоимость макарон                                                   | The High Cost of Macaroni                                        |                                   | -                                    |                                                  |

### Очерки
| Название                        | Оригинальное название                                                      | Сборник | Публикация | Прим.                                                 |
| ------------------------------- | -------------------------------------------------------------------------- | ------- | ---------- | ----------------------------------------------------- |
|                                 | S.P.A. Men in College Athletics                                            |         | 1910       |                                                       |
|                                 | Our Next Issue                                                             |         | 1916       |                                                       |
| Обычное дело. Роберт О’Хальник  | The Usual Thing by Robert W. Shameless                                     |         | 1916       | Другое название «Роберт В. Беспардонный. Так принято» |
| Искусство современного писателя | Contemporary Writers and Their Work                                        |         | 1920       |                                                       |
|                                 | Reminiscences of Donald Stewart by F. Scott Fitzgerald (in the Manner of…) |         | 1921       |                                                       |
| «А я не послушал этого совета!» | What I Was Advised to Do — And Didn’t                                      |         | 1922       |                                                       |
| Любимые анекдоты                | Some Stories They Like To Tell Again                                       |         | 1923       |                                                       |
|                                 | My Old New England Homestead on the Erie                                   |         | 1925       |                                                       |
| Муравьи в Принстоне             | The Ants at Princeton                                                      |         | 1935       |                                                       |
|                                 | The Broadcast We Almost Heard The Last September                           |         |            |                                                       |
|                                 | Turkey Remains and How to Inter Them with Numerous Scarce Recipes          |         |            |                                                       |

### Эссе
| Название | Оригинальное название                                                                                           | Сборник | Публикация                                    | Прим. |
| --- | --- | --- | --------------------------------------------- | --- |
| Кто есть кто — и почему | Who’s Who—and Why                                                                                               | Ф. Скотт Фицджеральд об авторстве Краткая автобиография                                                         | 1920, 18 сентября — The Saturday Evening Post | Другое название «Кто есть кто и как так вышло?»                                                                                |
| Это журнал | This Is a Magazine                                                                                              | |                                               | |
| 1920, декабрь — Vanity Fair | Другое название «Это — журнал»                                                                                  | |                                               | |
| Три города | Three Cities | Ф. Скотт Фицджеральд об авторстве Краткая автобиография                                                         | Написано в сентябре-октябре 1921 года         | |
| Что я думаю и чувствую в возрасте 25 лет                                                                                         | What I Think and Feel at Twenty-Five                                                                            | Краткая автобиография                                                                                           | 1922, сентябрь — American Magazine            | |
| Воображение — и несколько матерей                                                                                                | Imagination — and a Few Mothers                                                                                 | Краткая автобиография                                                                                           | Написано в 1923 году                          | |
| Десять лучших книг, прочитанных мною                                                                                             | 10 Best Books I Have Read                                                                                       | Ф. Скотт Фицджеральд об авторстве                                                                               | 1923, 24 апреля — Evening Journal             | Другое название «Моя десятка лучших книг»                                                                                      |
| Как бы я продавал свою книгу, будь я книготорговцем                                                                              | How I Would Sell My Book If I Were a Bookseller                                                                 | Ф. Скотт Фицджеральд об авторстве                                                                               | 1923                                          | |
| Мой самый позорный поступок | The Most Disgraceful Thing I Ever Did: 2. The Invasion of the Sanctuary                                         | |                                               | |
| 1923 | | |                                               | |
| «Подождите, пока у вас не появятся собственные дети!»                                                                            | «Wait Till You Have Children of Your Own!»                                                                      | Краткая автобиография                                                                                           | 1924                                          | |
| В чём виноват несчастный поцелуй, если девушка — ветеран многочисленных петтинг-вечеринок склонна к интрижкам и после замужества | «Why Blame It on the Poor Kiss if the Girl Veteran of Many Petting Parties Is Prone to Affairs After Marriage?» | |                                               | |
| 1924 | | |                                               | |
| Все ли женатые мужчины временами бунтуют?                                                                                        | Does a Moment of Revolt Come Sometime to Every Married Man?                                                     | |                                               | |
| 1924 | У его жены Зельды есть другая статья с таким же названием; публиковались обе статьи вместе                      | |                                               | |
| Как жить на 36 000 долларов в год                                                                                                | How to Live on $36,000 a Year                                                                                   | Краткая автобиография                                                                                           | 1924                                          | |
| Как жить целый год практически бесплатно                                                                                         | How to Live on Practically Nothing a Year                                                                       | Краткая автобиография                                                                                           | 1924                                          | |
| Что за муж получится из Джимми?                                                                                                  | What Kind of Husbands Do ‘Jimmies’ Make?                                                                        | |                                               | |
| 1924 | | |                                               | |
| Что сталось с нашими фифами и шейхами?                                                                                           | What Becomes of Our Flappers and Sheiks?                                                                        | |                                               | |
| 1925 | Другие названия: - «Our Young Rich Boys» - «The Little Brother of the Flapper»                                  | |                                               | |
| Как разбазаривать материал: Заметки о моем поколении                                                                             | How to Waste Material: A Note on My Generation                                                                  | Ф. Скотт Фицджеральд об авторстве Краткая автобиография                                                         | 1926, май — The Bookman                       | Рецензия на книгу Эрн еста Хемингуэя «В наше время»                                                                            |
| Принстон | Princeton | Краткая автобиография                                                                                           | 1927                                          | |
| Десять лет в рекламном бизнесе                                                                                                   | Ten Years in the Advertising Business                                                                           | |                                               | |
| 1929 | | |                                               | |
| Краткая автобиография (которой не было бы без Нейтана)                                                                           | A Short Autobiography (With Acknowledgments to Nathan)                                                          | Краткая автобиография                                                                                           | 1929                                          | Другое название «Краткая автобиография»                                                                                        |
| Девушки верят в девушек | Girls Believe in Girls                                                                                          | Краткая автобиография                                                                                           | 1930                                          | |
| Искусство торговли на Елисейских полях                                                                                           | Salesmanship in the Champs-Élysées                                                                              | Краткая автобиография                                                                                           | 1930                                          | |
| Отзвуки Века Джаза | Echoes of the Jazz Age                                                                                          | Крушение | 1931, ноябрь — Scribner’s Magazine            | Другое название «Эхо века джаза»                                                                                               |
| Смерть моего отца | The Death of My Father                                                                                          | Проба пера Краткая автобиография                                                                                | 1933                                          | Неоконченное эссе |
| Ринг | Ring | Крушение Ф. Скотт Фицджеральд об авторстве                                                                      | 1933                                          | Другое название «Ринг Ларднер»                                                                                                 |
| Сто фальстартов | One Hundred False Starts                                                                                        | Ф. Скотт Фицджеральд об авторстве Краткая автобиография                                                         | 1933                                          | |
| «Приводите мистера и миссис Ф. в номер…»                                                                                         | «Show Mr. and Mrs. F. to Number…»                                                                               | Крушение | 1934                                          | Также входит в сборник его жены Зельды «The Collected Writings» (1991 г.)                                                      |
| Аукцион образца 1934 года | Auction — Model 1934                                                                                            | Крушение | 1934, июль — Esquire                          | - Отредактирована Фицджеральдом, написана его женой Зельдой - Входит также в сборник Зельды «The Collected Writings» (1991 г.) |
| Засыпая и пробуждаясь | Sleeping and Waking                                                                                             | Крушение | 1934                                          | |
| Дом литератора | Author’s House                                                                                                  | Литератор на склоне дня Ф. Скотт Фицджеральд об авторстве Краткая автобиография                                 | 1936, июль — Esquire                          | |
| Крушение | The Crack-Up | Крушение | 1936                                          | |
| Литератор на склоне дня | Afternoon of an Author                                                                                          | Литератор на склоне дня Рассказы Ф. Скотта Фицджеральда Ф. Скотт Фицджеральд об авторстве Краткая автобиография | 1936, август — Esquire                        | Другое название «Полдень писателя»                                                                                             |
| Мать литератора | An Author’s Mother                                                                                              | Цена была высока Краткая автобиография                                                                          | 1936, сентябрь — Esquire                      | |
| Осторожно! Стекло! | Handle with Care                                                                                                | Крушение | 1936                                          | |
| Склеивая осколки | Pasting It Together                                                                                             | Крушение | 1936                                          | |
| Книга книг | A Book of One’s Own                                                                                             | |                                               | |
| 1937, 21 августа — New Yorker | | |                                               | |
| Ранний успех | Early Success                                                                                                   | Крушение Ф. Скотт Фицджеральд об авторстве                                                                      | 1937                                          | |
| Мой невозвратный город | My Lost City | Крушение | 1935-36                                       | |
| Моё поколение | My Generation                                                                                                   | Краткая автобиография                                                                                           | 1939-1940                                     | |

## Поэзия

### Стихотворения

#### Написанные в 1911—1917 гг. во время учёбы
| Название                          | Оригинальное название                     | Публикация                                | Прим.                                              |
| --------------------------------- | ----------------------------------------- | ----------------------------------------- | -------------------------------------------------- |
| Футбол                            | Football                                  | 1911, 25 декабря — Newman News            |                                                    |
| Тьфу! Тьфу!                       | Fie! Fie! Fi-Fi!                          | 1914, декабрь                             | Музыкальная комедия в 17 лирических стихотворениях |
| Вероятная болтовня                | May Small Talk                            | 1915, июнь — The Princeton Tiger          |                                                    |
| Болеть за Принстон                | A Cheer for Princeton                     | 1915                                      |                                                    |
| Дурной глаз                       | The Evil Eye                              | 1915                                      | Музыкальная комедия в 17 лирических стихотворениях |
| Ода неразрезанной греческой книге | To My Unused Greek Book                   | 1916                                      | Другое название «Acknowledgments to Keats»         |
|                                   | Yais                                      | 1916, июнь — The Princeton Tiger          |                                                    |
|                                   | One from Penn’s Neck                      | 1916, 18 декабря — The Princeton Tiger    |                                                    |
|                                   | Untitled: «Oui, le backfield…»            | 1916, 18 декабря — The Princeton Tiger    |                                                    |
| Безопасность прежде всего         | Safety First                              | 1916                                      | Музыкальная комедия в 21 лирическом стихотворении  |
| Предрассветный дождь              | Rain Before Dawn                          | 1917, февраль                             |                                                    |
|                                   | From «Precaution Primarily»               | 1917                                      |                                                    |
|                                   | Popular Parodies—No. 1                    | 1917, 17 марта — The Princeton Tiger      |                                                    |
|                                   | Undulations of an Undergraduate           | 1917, 17 марта — The Princeton Tiger      |                                                    |
|                                   | Untitled: «Ethel had her shot of brandy…» | 1917, 28 апреля — The Princeton Tiger     |                                                    |
| Принстон — последний день         | Princeton—The Last Day                    | 1917, май — The Nassau Literary Magazine  |                                                    |
| На пьесу, виденную дважды         | On A Play Twice Seen                      | 1917, июнь — The Nassau Literary Magazine |                                                    |
|                                   | The Cameo Frame                           | 1917                                      |                                                    |
|                                   | Our American Poets                        | 1917, 10 ноября — The Princeton Tiger     |                                                    |
| Ночные бдения                     | The Staying Up All Night                  | 1917, 10 ноября — The Princeton Tiger     |                                                    |

#### Написанные в 1918—1937 гг. для публикации
| Название                                     | Оригинальное название                                           | Публикация                                  | Прим.                                |
| -------------------------------------------- | --------------------------------------------------------------- | ------------------------------------------- | ------------------------------------ |
|                                              | City Dusk                                                       | 1918, апрель — The Nassau Literary Magazine |                                      |
| Папа на исповеди                             | The Pope at Confession                                          | 1919, февраль                               |                                      |
| Моя первая любовь                            | My First Love                                                   | 1919, февраль                               |                                      |
| Уличное шествие                              | Marching Streets                                                | 1919, февраль                               | Другое название «Маршируя по улицам» |
|                                              | We keep you clean in Muscatine                                  | 1919                                        |                                      |
| Плач                                         | A Dirge (Apologies to Wordsworth)                               | 1919                                        |                                      |
|                                              | Untitled: «Carrots and peas…»                                   | 1920                                        |                                      |
|                                              | Untitled: «Oh down…»                                            | 1920                                        |                                      |
|                                              | Sleep Of A University                                           | 1920, ноябрь — The Nassau Literary Magazine |                                      |
|                                              | To Anne                                                         |                                             |                                      |
|                                              | Untitled: «For the lads of the village triumph…»                |                                             |                                      |
|                                              | Untitled: «Then wear the gold hat, if that will move her…»      |                                             |                                      |
|                                              | Untitled: «We sing not soft, we sing not loud…»                 |                                             |                                      |
|                                              | Untitled: «Oh—oh—oh—oh…»                                        |                                             |                                      |
| Лампа в окне                                 | Lamp in a Window                                                | 1935, 23 марта — New Yorker                 | Другое название «Свет в окошке»      |
| Парнасский поминальник                       | Obit on Parnassus                                               | 1937                                        |                                      |
| Использованные в романе «По эту сторону рая» |                                                                 |                                             |                                      |
|                                              | Untitled: «Marylyn and Sallee…»                                 |                                             |                                      |
|                                              | Untitled: «So the gray car crept…»                              |                                             |                                      |
|                                              | In a Lecture-Room                                               |                                             |                                      |
|                                              | Untitled: «Victorians, Victorians, who never learned weep…»     |                                             |                                      |
|                                              | Untitled: «Song in the time of order…»                          |                                             |                                      |
|                                              | Untitled: «We leave to-night…»                                  |                                             |                                      |
|                                              | Boston Bards and Hears Reviewers                                |                                             |                                      |
|                                              | Untitled: «The February streets…»                               |                                             |                                      |
|                                              | Untitled: «When Vanity kissed Vanity…»                          |                                             |                                      |
|                                              | A Poem That Eleanor Sent to Amory Several Years Later           |                                             |                                      |
|                                              | A Poem Amory Sent to Eleanor and Which He Called «Summer Storm» |                                             |                                      |
|                                              | Untitled: «A fathom deep in sleep I lie…»                       |                                             |                                      |

#### Из записных книжек
| Название              | Оригинальное название                                                              | Прим.                                                               |
| --------------------- | ---------------------------------------------------------------------------------- | ------------------------------------------------------------------- |
|                       | A Blues                                                                            |                                                                     |
|                       | Answer to a Poem                                                                   |                                                                     |
|                       | Apology to Ogden Nash                                                              |                                                                     |
|                       | Untitled: «The barber’s too slick…»                                                |                                                                     |
|                       | Beg You to Listen                                                                  |                                                                     |
|                       | Clay Feet                                                                          | Написано в июне 1917 года                                           |
|                       | Untitled: «Colors has she in her soul…»                                            |                                                                     |
|                       | Untitled: «Come in! Come in!…»                                                     |                                                                     |
|                       | Counter Song to the «Undertaker»                                                   |                                                                     |
|                       | Untitled: «Don’t you worry I surrender…»                                           |                                                                     |
|                       | The Earth Calls                                                                    |                                                                     |
|                       | Untitled: «Everytime I blow my nose I think of you…»                               |                                                                     |
|                       | Untitled: «First a hug and tease and a something on my knees…»                     |                                                                     |
|                       | For a Long Illness                                                                 |                                                                     |
|                       | Untitled: «For Song—Idea—…»                                                        |                                                                     |
|                       | Untitled: «For the time that our man spent in pressing your suit…»                 |                                                                     |
|                       | Untitled: «A dog intoxicated fly…»                                                 |                                                                     |
|                       | Half-and-Half Girl                                                                 |                                                                     |
|                       | Untitled: «Hooray…»                                                                |                                                                     |
|                       | Hortense—To a Cast-Off Lover                                                       |                                                                     |
|                       | Untitled: «I don’t need a nit assistance…»                                         |                                                                     |
|                       | Untitled: «If Hoover came out for the N.R.A….»                                     |                                                                     |
|                       | Untitled: «If you have a little Jew…»                                              |                                                                     |
|                       | Untitled: «I hate their guts…»                                                     |                                                                     |
|                       | Untitled: «In a dear little vine-covered cottage…»                                 |                                                                     |
|                       | Untitled: «Keep the watch!…»                                                       |                                                                     |
|                       | Untitled: «Life’s too short to…»                                                   |                                                                     |
|                       | Untitled: «Listen to the hoop la…»                                                 |                                                                     |
|                       | Untitled: «Little by little…»                                                      |                                                                     |
|                       | Untitled: «Mr. Berlin wrote a song about forgetting to remember…»                  |                                                                     |
|                       | Untitled: «Mother taught me to—love things…»                                       |                                                                     |
|                       | Untitled: «Now is the time for all good men to come to the aid of the party…»      |                                                                     |
|                       | Oh Sister, Can You Spare Your Heart                                                | Приложено к письму Гарольду Оберу, его агенту, от 12 июня 1933 года |
|                       | Untitled: «Oh where are the boys of the boom-boom-boom…»                           |                                                                     |
|                       | One Southen Girl                                                                   |                                                                     |
| Апрельское письмо     | Our April Letter                                                                   | Написано в 1936 году                                                |
|                       | Pilgrimage                                                                         |                                                                     |
|                       | Untitled: «Pretty Boy Floyd…»                                                      |                                                                     |
|                       | Prizefighter’s Wife                                                                |                                                                     |
|                       | Refrain for a Poem. How to Get to So and So.                                       |                                                                     |
| Ужасная катастрофа    | Sad Catastrophe                                                                    |                                                                     |
|                       | Untitled: «Scott Fitzgerald so they say…»                                          |                                                                     |
|                       | Untitled: «She lay supine among her Pekinese…»                                     |                                                                     |
|                       | Song                                                                               |                                                                     |
|                       | Song—                                                                              |                                                                     |
|                       | A Song Number Idea:                                                                |                                                                     |
|                       | Untitled: «'Sticking along.' The voice so faint sometimes could scarcely hear it…» |                                                                     |
| Тысяча и один корабль | Thousand-And-First Ship                                                            |                                                                     |
|                       | To Carter, a Friendly Finger                                                       |                                                                     |
|                       | Untitled: «Touchdown song based on…»                                               |                                                                     |
|                       | Untitled: «Truth and—consequences…»                                                |                                                                     |
|                       | Untitled: «You’ll be reckless if you…»                                             |                                                                     |
|                       | Untitled: «You’ll never know…»                                                     |                                                                     |
|                       | Untitled: «You’ve driven me crazy…»                                                |                                                                     |

#### Неопубликованные и опубликованные посмертно
| Название                             | Оригинальное название                                        | Прим. |
| ------------------------------------ | ------------------------------------------------------------ | --- |
| Без названия: «Дорогая Мид…»         | Untitled: «Dear Mid…»                                        | Написано в 1918 году для Милдред (Мид) Макнелли, невесте командира роты, где в то время служил Фицджеральд |
|                                      | Martin’s Thoughts                                            | |
|                                      | Untitled: «My mind is all a-tumble…»                         | |
|                                      | On My Ragtime Family Tree                                    | |
|                                      | Untitled: «My Very Very Dear Marie…»                         | |
|                                      | For Dolly                                                    | |
|                                      | A Letter to Helen                                            | |
|                                      | Untitled: «Ruth…»                                            | |
|                                      | Untitled: «There was a young lady named Ruth…»               | |
|                                      | When We Meet Again                                           | |
|                                      | Ellerslie                                                    | |
|                                      | Untitled: «Ah May, Shall I splatter my thoughts in the air…» | |
|                                      | 1st Epistle of St. Scott to the Smithsonian                  | |
|                                      | To the Ring Lardners                                         | Написано в 1927 году                                                                                       |
|                                      | [Dog! Dog! Dog!]                                             | |
|                                      | Untitled: «Of wonders is Silas M. Hanson the champ…»         | |
|                                      | Untitled: «There was a young man of Quebec…»                 | |
|                                      | Untitled: «All the girls and mans…»                          | |
|                                      | Untitled: «Orange pajamas and heaven’s guitars…»             | |
|                                      | Untitled: «Oh papa—…»                                        | - Написано в 1931 году - Посвящено Мэри Макартур                                                           |
|                                      | Untitled: «DONT EXPECT ME…»                                  | |
|                                      | «Momishness»                                                 | |
|                                      | Untitled: «East of the sun, west of the moon…»               | |
| Послушалось трепетанье крыльев Бога… | For 2nd Stanza Baoth Poem                                    | Написано в 1935 году                                                                                       |
|                                      | Because                                                      | |
| Мисселдайн                           | Untitled: «Oh Misseldine’s, dear Misseldine’s…»              | Написано в 1937 году                                                                                       |
|                                      | Spring Song                                                  | |
|                                      | Lines on Reading Through an Autograph Album                  | |
|                                      | Untitled: «Valentine was a Saint…»                           | |
|                                      | Untitled: «SING HOTCH-CHA SING HEY-HI NINNY…»                | |
|                                      | Some Interrupted Lines to Sheilah                            | Написано в 1939 году                                                                                       |
|                                      | Untitled: «This book tells that Anita Loos…»                 | Написано в 1940 году                                                                                       |
|                                      | For Mary’s Eighth Birthday                                   | Написано в 1937 году                                                                                       |
|                                      | Les Absents Ont Toujours Tort                                | |
|                                      | To a Beloved Infidel                                         | - Написано в 1938 году - Другое название «For Sheilah, a Beloved Infidel»                                  |
|                                      | The Big Academy Dinner                                       | |
|                                      | Lest We Forget                                               | |
|                                      | Untitled: «From Scott Fitzgerald…»                           | |
|                                      | Untitled: «Frances Kroll…»                                   | |
|                                      | On Watching the Candidates in the Newsreels                  | |
|                                      | Untitled: «Now your heart is come so near…»                  | |
|                                      | [Vowels]                                                     | |
|                                      | Tribute                                                      | |
|                                      | The Boy Who Killed His Mother                                | |

#### Отрывки и незаконченные
| Название | Оригинальное название                                          | Прим. |
| -------- | -------------------------------------------------------------- | ----- |
|          | Choke down another Hic and Hail the king                       |       |
|          | Colds in the Head                                              |       |
|          | Dopey Sal + Penthouse Jerry                                    |       |
|          | The girl I met at the Chicago Fire                             |       |
|          | Untitled: «Mr. McDonald was keen to lay eyes on his daughter…» |       |
|          | Untitled: «Strombergs assorted pickles gather near…»           |       |
|          | Untitled: «There was no firelight…»                            |       |
|          | To My Grandfather                                              |       |
|          | Omitted Poems                                                  |       |

### Музыкальные комедии в стихах
| Название                  | Оригинальное название | Содержание | Публикация    | Прим. |
| ------------------------- | --------------------- | --- | ------------- | ----- |
| Тьфу! Тьфу!               | Fie! Fie! Fi-Fi!      | 17 лирических стихотворений Акт I - «Opening Chorus» - «Gentlemen Bandits We» - «A Slave to Modern Improvements» - «In Her Eyes» - «What the Manicure Lady Knows» - «Good-night and Good-bye» - «Round and Round» - «Chatter Trio» - «Finale» Акт II - «Rose of the Night» - «Men» - «In the Dark» - «Love or Eugenics» - «Reminiscence» - «Fie! Fie! Fi-Fi!» - «The Monte Carlo Moon» - «Finale» | 1914, декабрь |       |
| Дурной глаз               | The Evil Eye          | 17 лирических стихотворений Акт I - «Opening» - «I’ve Got My Eyes on You» - «On Dreams Alone» - «The Evil Eye» - «What I’ll Forget» - «Over the Waves to Me» - «On Her Eukalali» - «Jump Off the Wall» - «Finale» Акт II - «Opening» - «Harris from Paris» - «Twilight» - «The Never, Never Land» - «My Idea of Love» - «Other Eyes» - «The Girl of the Golden West» - «With Me» | 1915          |       |
| Безопасность прежде всего | Safety First          | 21 лирическое стихотворение - «Prologue», - «Garden of Arden» Акт I - «Opening Chorus» - «Send Him to Tom» - «One-Lump Percy» - «Where Did Bridget Kelly Get Her Persian Temperament?» - «It Is Art» - «Safety First» - «Charlotte Corday» - «Underneath the April Rain» - «Finale—Dance, Lady, Dance» Акт II, сцена I - «Safety First» - «Hello, Temptation» - «When That Beautiful Chord Came True» - «Rag-Time Melodrama» Акт II, сцена II - «Opening» - «Take Those Hawaiian Songs Away» - «The Vampires Won’t Vampire for Me» - «The Hummin’ Blues» - «Down in Front» - «Finale» | 1916          |       |